# Церковь в селе Дербисек
Церковь в селе Дербисек — православная церковь Покрова Пресвятой Богородицы в селе Дербисек Туркестанской области Казахстана, построенная в конце ХIХ — начале XX вв. и закрытая после революции 1917 года. Памятник истории и культуры местного значения Туркестанской области.

## Архитектура
Церковь построена по типовому проекту сельских церквей из жжёного кирпича на бутовом фундаменте. В основе проекта — традиционная композиционная схема: прямоугольный в плане объём церкви, трёхчастный алтарь с гранёными апсидами и колокольня.
Доминирующее значение в объёмно-пространственной композиции церкви получила колокольня — трёхглавая, ступенчатой формы с лучковыми главками на высоких цилиндрических барабанах, с одним колокольным проёмом в центре. Главный вход оформлен порталом с рустованными архивольтом арки проёма и боковыми устоями.
Фасады церкви имеют традиционную трёхчастную композицию из сдвоенных арочных окон с килевидными архивольтами. Декоративное оформление добавляют фризовая полоса и карниз, выполненные фигурной кладкой. В основе планировочной структуры лежит продольно-осевая композиция, образованная входной частью, прямоугольного в плане зала церкви и алтаря.